# Jožef Kovačič
Jožef Kovačič, slovenski rimskokatoliški duhovnik, * 19. februar 1827, Ormož, † 24. marec, 1909, Vrbna (nem. Feldbach) pri Gradcu.
Kovačič je teologijo študiral v Gradcu in bil 1850 posvečen v duhovnika. Nato je bil od 1851 do 1858 kaplan v avstrijskem Wiesu, od 1858 dalje kaplan in provizor v Apačah, nato katehet in učitelj na glavni šoli v Gradcu, od 1868 dalje pa župnik v Vrbju kjer je dal namesto stare majhne cerkve postavil novo. O taboru okoli stare cerkve je napisal članek za graški časopis Sonntagsbote.